# Крамзинка
Крамзи́нка — деревня в городском округе город Первомайск Нижегородской области России. 

## География
Деревня располагается на правом берегу реки Алатырь недалеко от её истоков. В своём верхнем течении Алатырь часто пересыхает, однако долина реки здесь была достаточно плотно заселена. На противоположном левом (северном) берегу реки располагается посёлок Пески. К востоку, также на берегах Алатыря — деревня Аксел (ныне не имеющая населения) и, далее, село Николаевка (здесь в Алатырь впадает речка Верзеляй). К западу от Крамзинки находятся посёлок Пурьев, далее — деревни Алатырь и Новобогородские Выселки. В деревне Алатырь одноимённая река принимает свой первый (левый) приток — небольшой пересыхающий ручей Чермазлейка. Ранее в этих местах существовали также населённые пункты Зарубин и им. Орджоникидзе, ныне не значащиеся в числе населённых мест городского округа город Первомайск.
Менее чем в 2 км к югу от Крамзинки проходит административная граница Нижегородской области и Республики Мордовия. В районе истоков Алатыря на некотором расстоянии границей двух субъектов выступает сама река (например, деревня Алатырь, находясь на северном берегу, принадлежит к Нижегородской области, а Новобогородские Выселки, находясь на южном берегу — к Мордовии). В 2 км в северу от Крамзинки располагается город Первомайск.
В долине реки, начиная от деревни Алатырь и ниже по течению — редколесье, однако южнее Крамзинки и севернее Первомайска находятся крупные лесные массивы.

## История

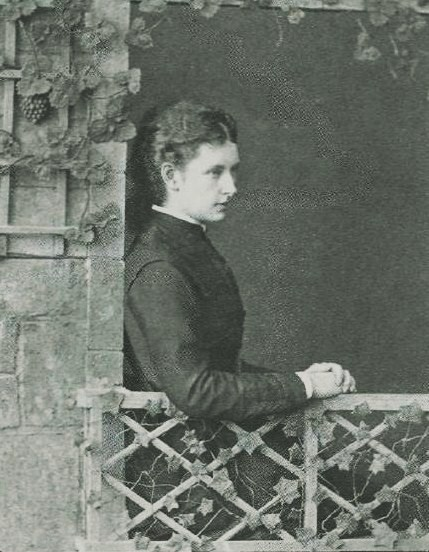
Екатерина Петровна Клейнмихель в молодости

Возникновение деревни Крамзинки, как и целого ряда окрестных населённых пунктов, включая и сам город Первомайск, связано с деятельностью в Ардатовском уезде Нижегородской губернии Александра Николаевича Карамзина, сына историка и литератора Н. М. Карамзина.
Выйдя в отставку с военной службы, А. Н. Карамзин переезжает в отдалённые нижегородские имения Карамзиных, сёла Большой и Малый Макателем, и поселяется в местности Рогожка (ныне посёлок Рогожинский). После женитьбы в 1850 году на Наталье Васильевне Оболенской, дочери генерала князя В. П. Оболенского, Александр Николаевич начинает заниматься хозяйственными усовершенствованиями в своих имениях. В окрестных лесах была обнаружена железная руда, в связи с чем Карамзиным было подано прошение властям о строительстве чугуноплавильного завода. Прошение было удовлетворено, и 30 июля 1853 года завод заработал.
Вокруг завода стали возникать поселения его рабочих. Самое крупное из них, село Ташино, названное так в честь Натальи Васильевны, стало предшественником современного города Первомайска (Ташинский чугуноплавильный завод сегодня — это Первомайский тормозной завод). Николаевка названа в честь отца Александра Николаевича, Николая Михайловича Карамзина. Екатериновка (ныне не существующее село, имеется лишь урочище Екатериновка в долине Алатыря северо-восточнее Николаевки) — в честь матери, Екатерины Андреевны. Крамзинка (первоначальное название, возможно, было Карамзиновка) — в честь самой фамилии Карамзиных. Цыгановка (северо-восточнее урочища Екатериновка), по некоторым данным — по имени любимой собаки.
После смерти А. Н. Карамзина в 1888 году хозяйством в карамзинских имениях вплоть до 1917 года распоряжалась его племянница графиня Екатерина Петровна Клейнмихель, дочь княгини Е. Н. Мещерской и супруга генерала графа В. П. Клейнмихеля.
Крамзинка входила в состав Петровского сельсовета Первомайского района до упразднения сельсоветов и преобразования района в городской округ.

## Население
| 2002 | 2010 |
| ---- | ---- |
| 20   | ↘10  |

По данным переписи 2002 года, 100 % населения деревни составляли русские.

## Улицы
- ул. Советская[6]